# Tour of Taihu Lake 2016
Die 7. Tour of Taihu Lake 2016 war ein chinesisches Straßenradrennen. Das Etappenrennen fand vom 5. bis zum 12. November 2016 statt. Es gehörte zur UCI Asia Tour 2017 und war dort in der Kategorie 2.1 eingestuft.

## Wertungstrikots
| Etappe         | Etappensieger        | Gesamtwertung      | Punktewertung  | Nachwuchswertung | Bester Asiate  | Teamwertung                |
| -------------- | -------------------- | ------------------ | -------------- | ---------------- | -------------- | -------------------------- |
| Prolog         | Olexander Golovash   | Olexander Golovash | nicht vergeben | Tymur Maleev     | Karim Khorrami | Wilier Triestina-Southeast |
| 1              | Jakub Mareczko       | Olexander Golovash | Jakub Mareczko | Jakub Mareczko   | Karim Khorrami | Wilier Triestina-Southeast |
| 2              | Jakub Mareczko       | Jakub Mareczko     | Jakub Mareczko | Jakub Mareczko   | Karim Khorrami | Wilier Triestina-Southeast |
| 3              | Cameron Bayly        | Cameron Bayly      | Jakub Mareczko | Lucas De Rossi   | Meiyin Wang    | RTS-Monton Racing          |
| 4              | Nicolas Marini       | Cameron Bayly      | Jakub Mareczko | Lucas De Rossi   | Meiyin Wang    | RTS-Monton Racing          |
| 5              | Eduard-Michael Grosu | Cameron Bayly      | Jakub Mareczko | Lucas De Rossi   | Meiyin Wang    | RTS-Monton Racing          |
| 6              | Jakub Mareczko       | Cameron Bayly      | Jakub Mareczko | Lucas De Rossi   | Meiyin Wang    | RTS-Monton Racing          |
| 7              | Leonardo Duque       | Leonardo Duque     | Jakub Mareczko | Lucas De Rossi   | Meiyin Wang    | RTS-Monton Racing          |
| Wertungssieger | Wertungssieger       | Leonardo Duque     | Jakub Mareczko | Lucas de Rossi   | Meiyin Wang    | RTS-Monton Racing          |